# Nathalie Becquart

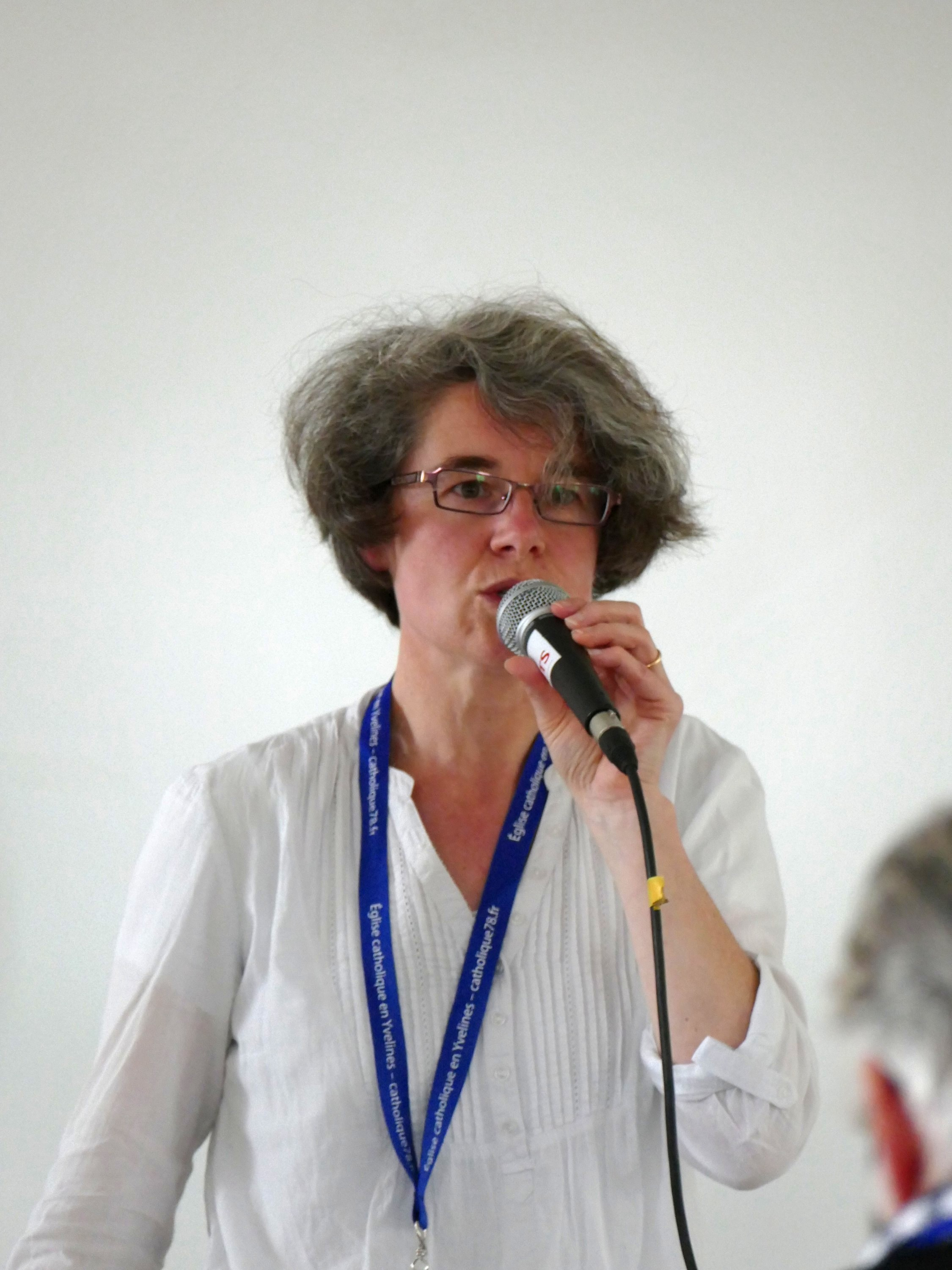
Nathalie Becquart (2015)

Nathalie Becquart XMCJ (* 1969 in Fontainebleau) ist eine französische Ordensschwester und Kurienbeamtin der römisch-katholischen Kirche.

## Leben
Nathalie Becquart absolvierte die höhere Handelsschule in Paris, studierte zunächst an der École des hautes études commerciales de Paris (HEC Paris) und war ein Jahr lang ehrenamtlich im Libanon tätig. Im Jahr 1995 trat sie dem Ordensinstitut der Xavière-Schwestern bei und absolvierte ihr Postulat in Marseille und zwei Jahre Noviziat sowie drei Jahre bei den Pfadfindern in Frankreich, wo sie in dem Programm „Pfadfinder in Arbeitervierteln“ tätig war. Anschließend studierte sie Philosophie und Theologie an der Pariser Jesuitenhochschule Centre Sèvres. Weitere Studien absolvierte sie in Soziologie an der École des hautes études en sciences sociales (EHESS) in Paris und in Ekklesiologie mit Schwerpunkt Synodalitätsforschung an der Boston College School of Theology and Ministry. Nach verschiedenen Tätigkeiten für ihre Ordensgemeinschaft übernahm sie 2006 die Leitung der Studentenseelsorge in Créteil. 2008 wurde sie stellvertretende Direktorin der Studentenseelsorge der Bischofskonferenz Frankreichs. Von 2012 bis 2018 war sie Direktorin der Ämter für die Jugendevangelisation und die Berufungspastoral der französischen Bischofskonferenz.
Papst Franziskus ernannte Nathalie Becquart am 6. Februar 2021 zur Untersekretärin der Bischofssynode. Sie erhält damit qua Amt volles Stimmrecht in der Bischofssynode, dies als erste Frau überhaupt. Bereits seit 2019 war sie als Konsultorin des Generalsekretariats der Bischofssynode tätig. Am 2. Dezember 2021 ernannte der Papst sie zum Mitglied des Dikasteriums für die Kommunikation.
Im Jahr 2022 wurde sie von der BBC in die Liste der 100 Women aufgenommen. Das US-Wirtschaftsmagazin Forbes nahm sie im Januar 2024 in seine Liste der 50 einflussreichsten Frauen auf.

## Veröffentlichungen
- mit François Cassingena-Trevedy: 100 prières pour traverser la tempête, Salvator 2012, ISBN 978-2-7067-0959-3.
- mit Yves de Gentil-Baichis: L’évangélisation des jeunes:un défi. Eglise@jeunes2.0, Salvator 2013, ISBN 978-2-7067-1020-9.
- mit Marie-Lucile Kubacki: Religieuse, pourquoi ? CETTE VIE EN VAUT LA PEINE!, Salvator 2017, ISBN 978-2-7067-1480-1.
- mit Geneviève Comeau, Noëlie Djimadoumbaye, Odile Hardy, Agata Zielinski: C’est maintenant le temps favorable: Cinq regards de femmes sur la crise, Editions de l’Emmanuel 2021 (Kindle-Ausgabe)